# Agrostis brevipes
Agrostis brevipes é uma espécie de gramínea do gênero Agrostis, pertencente à família Poaceae.